# Coqueiral
Coqueiral är en kommun i Brasilien.   Den ligger i delstaten Minas Gerais, i den sydöstra delen av landet, 700 km söder om huvudstaden Brasília. Antalet invånare är 9 287.
Omgivningarna runt Coqueiral är huvudsakligen savann. Runt Coqueiral är det ganska glesbefolkat, med 48 invånare per kvadratkilometer.